# OTAN CRONOS
El sistema CRONOS, Crisis Response Operations in NATO Operating Systems (en español: "operaciones de respuesta a crisis en los sistemas operativos de la OTAN"), es un sistema de redes de ordenadores interconectadas utilizado por la OTAN para trasmitir información clasificada (hasta grado NATO Secret). Es el equivalente de la OTAN del SIPRNet estadounidense.
Da soporte a las operaciones de la OTAN a nivel secreto, con acceso a los programas informáticos y bases de datos de la organización. 
Proporciona  comunicaciones (correo electrónico), suite ofimática microsoft Office, etc. 
Da soporte al intercambio dentro de la comunidad de la OTAN. 
No hay conexión entre CRONOS y el resto de sistemas de otros miembros de la OTAN, siendo su funcionamiento autónomo.
CRONOS, al igual que otras redes similares, está basada en productos comerciales a los que se han añadido capacidades para gestionar información estratégica y de teatro de operaciones, evolucionó a partir de otro sistema desarrollado por el centro técnico SHAPE a principios de la década de 1990, para su despliegue con la IFOR. 
El sistema aloja unos 200 sitios web y más de 50,000 cuentas de correo electrónico, tiene una estructura de "Servidor-cliente". Algunos de los miembros del tratado disponen de conectividad segura entre sus respectivos sistemas y CRONOS, siendo en ocasiones este aspecto una limitación a la hora de trasladar documentación de la OTAN a otros sistemas de comunicación nacionales, ya que por motivos de seguridad, no existe una interfaz automatizada de conexión entre diferentes redes. El sistema proporciona información militar que incluye datos de reconocimiento terrestre, marino y aéreo.